# Xã Canistota, Quận McCook, South Dakota
Xã Canistota (tiếng Anh: Canistota Township) là một xã thuộc quận McCook, tiểu bang Nam Dakota, Hoa Kỳ. Năm 2010, dân số của xã này là 161 người.